# میکو (فلوریدا)
میکو (به انگلیسی: Micco) یک منطقهٔ مسکونی در ایالات متحده آمریکا است که در شهرستان بروارد، فلوریدا واقع شده‌است. میکو ۲۵٫۶ کیلومتر مربع مساحت و ۹٬۰۵۲ نفر جمعیت دارد و ۷٫۰۱ متر بالاتر از سطح دریا واقع شده‌است.